# Йордан Матеев (журналист)
Йордан Матеев е икономически журналист, издател и социален предприемач. От 2010 до 2018 е главен редактор, а от 2019 е издател на Forbes България. Член е на борда на директорите на BESCO - Българската предприемаческа организация и на настоятелството на Институт Отворено общество - София. 
От 2013 до 2021 е и изпълнителен директор на Сдружението за модерна търговия, което обединява най-големите търговски вериги в България. От 2016 г. до 2018 е член на Управителния съвет на КРИБ, от 2017 до 2021 е член на настоятелството на Българската хранителна банка, а от 2006 до 2014 е член е на Управителния съвет на Българската макроикономическа асоциация. Ментор е по програмата „Заедно в час“ 2012/2013.
Магистър е по „Финанси“ в УНСС, София. Работил е като репортер в предаването на БНТ „Плюс-минус“ (1994 – 1997 г.), водещ на „Студио икономика“ в ТВ „Ден“ (2001 – 2002), икономически редактор във в-к „Капитал“ (2003 – 2007), водещ на „Бизнеспул“ по радио „Нова Европа“ (2004), главен редактор на българските издания на The Economist (2007 – 2008).
Пише основно за макроикономика, икономическа политика, бюджет, данъци, пазари и реформите в публичната сфера – образование, здравеопазване, администрация, пенсионна система, социална система и бизнес среда.
По убеждения е либертарианец. Привърженик е на икономическата свобода – свободните пазари, свободното предприемачество, малката държава, ниските данъци и липсата на бюрокрация. През 2004 беше един от 100-те икономисти, които изпратиха отворено писмо до министъра на финансите за въвеждане на подоходен плосък данък от 10%. От 2010 до 2014 в блога си „Икономика на всичко“ пише за всичко – от любов до политика, от икономическа гледна точка.